# Debütpreis des Buddenbrookhauses
Der Debütpreis des Buddenbrookhauses ist ein deutscher Literaturpreis, der seit 2003 alle zwei Jahre vom Buddenbrookhaus in Lübeck „in Erinnerung an einen der erfolgreichsten Erstlingsromane, Thomas Manns Buddenbrooks“, für den ersten (deutschsprachigen) Roman eines Autors oder einer Autorin vergeben wird. Die Dotierung in Höhe von 2000 Euro (Stand 2023) wird vom Lions Club Lübeck-Hanse erbracht.

## Preisträger
- 2003: Christof Hamann für Seegfrörne
- 2005: Juliane Hielscher für Vom Leben und Sterben der Pinguinfische
- 2007: Robert Seethaler für Die Biene und der Kurt
- 2009: Jan Christophersen für Schneetage
- 2011: Nino Haratischwili für Juja
- 2013: Carmen Stephan für Mal Aria
- 2015: Verena Boos für Blutorangen
- 2017: Simon Strauß für Sieben Nächte
- 2019: Dana von Suffrin für Otto
- 2021: Yulia Marfutova für Der Himmel vor hundert Jahren
- 2023: Behzad Karim Khani für Hund, Wolf, Schakal